# Polemarca

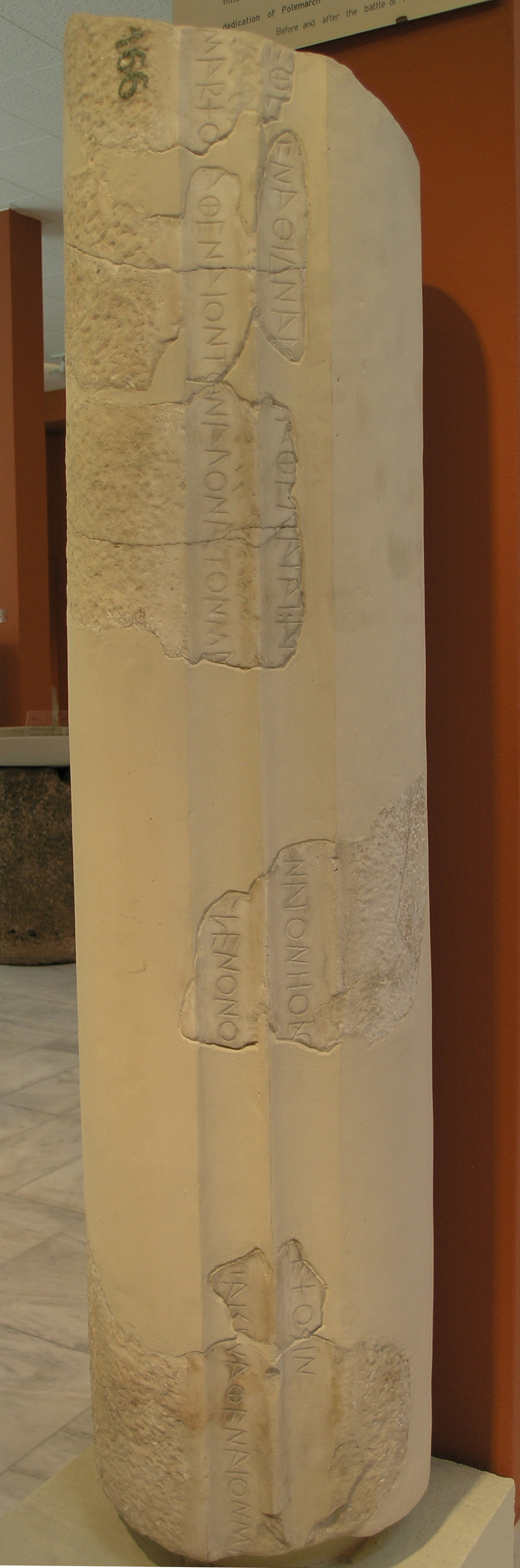
Dedicatoria de una columna por el polemarca Calímaco, antes y después de la batalla de Maratón, 490 a. C. (IG,I² 609).

El polemarca (en griego antiguo: πολέμαρχος, polemarchos) era un magistrado de la Antigua Grecia.

## Atenas
En Atenas el polemarca o arconte polemarco (ἄρχων πολέμαρχος) era inicialmente el jefe de todo el ejército. En la batalla de Maratón tenía el mando del ala derecha de la falange. Perdió gran parte de su poder en beneficio de los strategos después de 487 a. C., cuando el arcontado era elegido por sorteo. El cargo dejó de ser militar y se convirtió (siglo IV a. C.) en un encargado o superintendente de los residentes extranjeros (en Atenas, los metecos), similar al pretor peregrino de los romanos. Aristóteles dice que el polemarca tenía la misma misión con los extranjeros que el arconte con los ciudadanos. Por otra parte, el polemarca hacía un sacrificio cada año a los dioses Artemisa y Enialio, además de presidir ceremonias en honor de los soldados muertos en combate. También ofrecía los sacrificios rituales en memoria de los tiranicidas, Harmodio y Aristogitón.

## Esparta
El cargo existía también en Esparta y en varias ciudades de Beocia, donde igualmente estuvo relacionado con asuntos militares, bien para dirigir ejércitos en el exterior o bien para ocuparse del ejército en casa, o ambas cosas.
Los polemarcas espartanos venían en rango cercanos al de los reyes cuando estaban de servicio en el extranjero, y generalmente eran miembros de alguna de las casas reales. Su número era de seis y formaban parte del consejo de guerra real. También tenían la custodia de las mesas públicas (sisitias) donde los militares comían en unión reforzando su espíritu militar. Sin embargo, disponían de un cierto poder judicial.

## Tebas
En Tebas había dos polemarcas elegidos cada año en tiempos de paz, que tenían el poder ejecutivo del Estado y el mando de la ciudad con una fuerza a sus órdenes. Pero eran diferentes a los beotarcas. También existían en Tespias.

## Otras ciudades
Se mencionan polemarcas en Etolia y Arcadia. En este último país, los polemarcas de Cineta se ocupaban de las puertas de las ciudades y guardaban las llaves en su poder.